# Andrés Felipe Solano Dávila
Andrés Solano (Santa Marta, Colombia, 24 de febrero de 1998) es un futbolista colombiano. Juega como defensa en el H. N. K. Rijeka de la Primera Liga de Croacia.

## Trayectoria
Llegó en 2016 a la disciplina del Atlético de Madrid para formar parte del histórico Juvenil A que ganó la Liga y la Copa del Rey de la categoría en la temporada 2015-16. Estuvo a las órdenes de Óscar Fernández y su gol en la final frente al Real Madrid, el que suponía el 4-3 definitivo, fue la guinda a la buena temporada que realizó.
En la temporada 2017-18 volvió a estar a las órdenes del mismo técnico, Óscar Fernández, pero ya en el Atlético B, con el que contribuyó con su juego y su trabajo al ascenso a Segunda B del segundo equipo rojiblanco.
En julio de 2017 amplió su contrato con el Atlético de Madrid por dos temporadas, aunque tenía una temporada más por delante, la 2017-18, por lo que amplió su vínculo con el club hasta la campaña 2019-20.
El 9 de marzo de 2019 hizo su debut con el primer equipo en la victoria 1-0 contra el C. D. Leganés, partido en el cual fue titular reemplazando al uruguayo Diego Godín que se perdió dicho encuentro por acumulación de tarjetas amarillas. Fue reemplazado en el descanso por Saúl Ñíguez.
En octubre de 2020 fue cedido una campaña al F. C. Barcelona "B", que tenía una opción de compra al final de la misma. Apenas pudo jugar por una lesión y el curso siguiente volvió a Madrid antes de marcharse definitivamente en enero de 2022 al H. N. K. Rijeka.

## Clubes
| Club                         | País    | Año       |
| ---------------------------- | ------- | --------- |
| Atlético de Madrid "B"       | España  | 2017-2022 |
| F. C. Barcelona "B" (cedido) | España  | 2020-2021 |
| H. N. K. Rijeka              | Croacia | 2022-     |